# Воскресенский собор (Венёв)
Воскресенский собор — православный храм в городе Венёве Тульской области, освящённый в честь Воскресения Словущего. Находится на высоком крутом берегу реки Венёвки на территории старой крепости.

## Описание
Каменная церковь с пятью куполами была построена в 1752 году на месте древней церкви Параскевы Пятницы, которая упоминается в «Писцовой книге Городенска и Венёвского уезда за 1571—1572 гг.» и была сожжена крымскими татарами в 1633 году. В церкви имелось два придела: Благовещения Божией Матери и святой мученицы Параскевы. В неизменном виде храм простоял до начала XIX века, когда было принято решение о его расширении. В 1805 году пристроили трапезную с теми же приделами. В 1817 разобрали основное здание и приступили к строительству нового, которое закончили в 1825 году. В 1816 году к собору была приписана бесприходная Спассопреображенская церковь.

В 1837 году храм посетил наследник престола Александр Николаевич Романов (будущий император Александр II) со своим воспитателем, поэтом В. А. Жуковским.

В церковный приход входили: часть самого города и слободы Пушкарская, Стрелецкая, Городенская. При церкви существовала (1915) церковно-приходская школа, богадельня, в слободе Городенской — земская школа. В церкви находились (до революции) особо почитаемые старинные иконы Параскевы Пятницы и Иоанна Богослова. По преданию обе иконы были перенесены из старой Параскеевской церкви.

В 1930-е собор был закрыт и использовался под различные склады. Колокольня не сохранилась. В 1988 году здание храма передали Русской Православной Церкви. В последующие годы ремонтировался и ныне (2018) является действующим. Престольные праздники: Воскресение Словущее — 26 сентября, Великомученицы Параскевы Пятницы — 10 ноября, Благовещения Пресвятой Богородицы — 7 апреля.